# Giambattista Felice Zappi

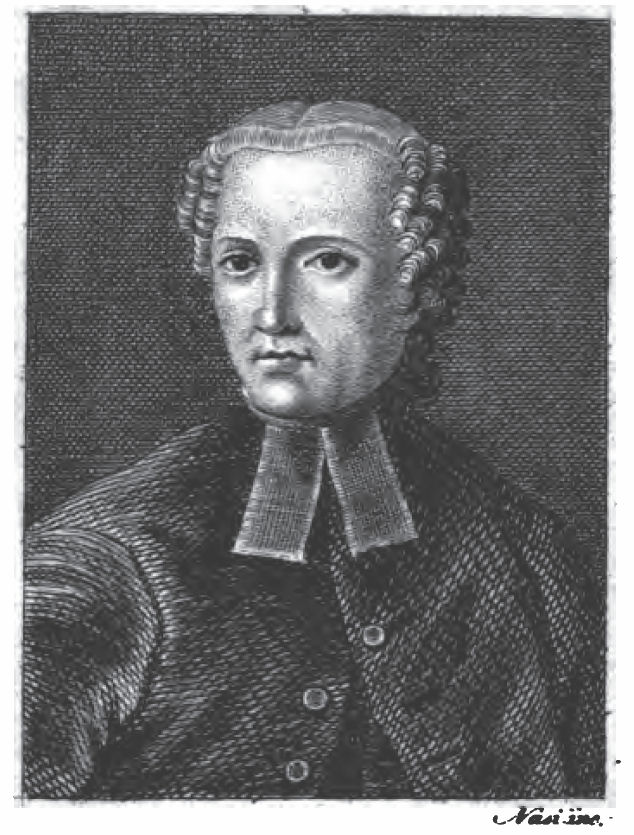
Giambattista Felice Zappi.

Giovanni Battista Felice Zappi, född 1667, död den 30 juli 1719, var en italiensk skald.
Zappi, som var advokat i Rom, gynnades av påven Innocentius XII med indräktiga befattningar och var en bland stiftarna av Accademia d'Arcadia (1690). Zappi diktade mest i erotisk eller skämtsam anda, mer naturligt och behagfullt i diktionen, än då var vanligt. Han skrev eleganta sonetter och ekloger samt graciösa canzoner och madrigaler. Hans dikter utgavs i 2 band 1748 (flera upplagor). Zappis hustru, Faustina Zappi, dotter till målaren Carlo Maratti, skrev vackra dikter, av vilka Herder översatte åtskilliga till tyska.